# Félix Hippolyte Larrey
Félix Hippolyte Larrey (Parigi, 18 settembre 1808 – Bièvres, 8 ottobre 1895) è stato un medico e militare francese.
Medico capo dell'esercito, fu medico di Napoleone III, deputato degli Alti Pirenei dal 1877 al 1881 e membro dell'Institut de France (Accademia delle scienze, membro libero, 9 dicembre 1867).

Stemma di famiglia

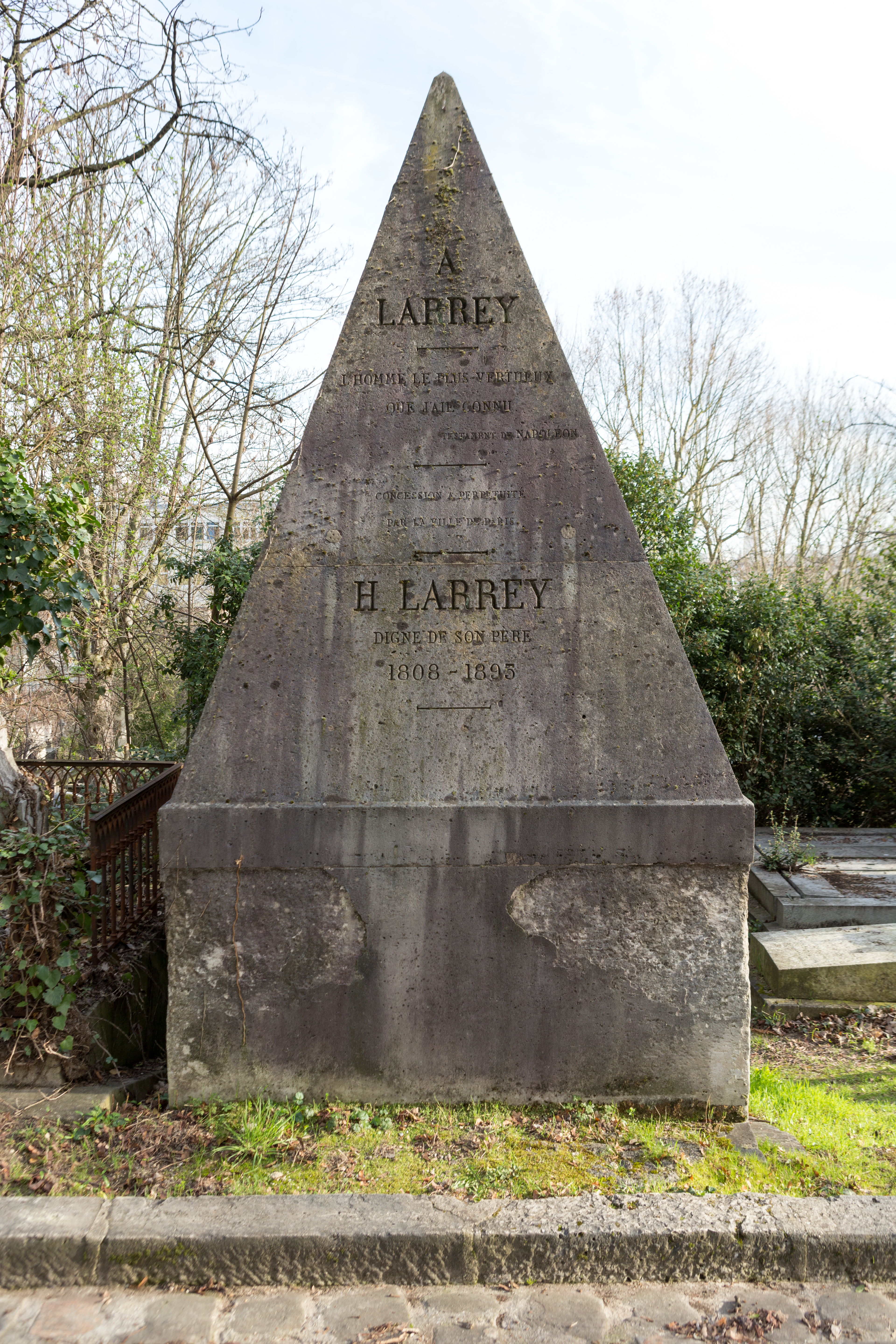
Monumento funebre.

## Biografia
Il barone Félix Hippolyte Larrey era il figlio di Dominique Larrey (1766-1842), capo chirurgo della Grande Armée, e di Marie-Elisabeth Laville-Leroux, pittrice.
Professore associato a Parigi nel 1835, dopo una tesi sulle fratture, accompagnò il padre come segretario in Algeria durante l'ispezione del 1842, divenne medico militare di 1ª classe nel 1839, poi chirurgo a Val-de-Grace e professore di patologia chirurgica presso la Scuola di Medicina e Chirurgia Militare nel 1841. Divenuto membro dell'Accademia di Medicina nel 1850, fu nominato chirurgo dell'imperatore nel 1853 e medico-ispettore dell'esercito nel 1858. Fu capo medico dell'esercito d'Italia nel 1859. L'anno successivo, nel 1860, divenne consigliere generale di Bagnères-de-Bigorre. Fu nominato presidente dell'Accademia Nazionale di Medicina nel 1863. Durante la battaglia di Solferino, il suo cavallo venne ucciso mentre era al fianco di Napoleone III. Nel 1870, medico capo dell'esercito del Reno, riuscì a ritornare a Parigi passando per il Belgio, dove partecipò ai servizi sanitari della capitale. 
Morì a Bièvres, all'età di 87 anni, nell'ottobre 1895 e fu sepolto nel cimitero di Père-Lachaise (37ª divisione).
Proprietario del piccolo castello di Bièvres nell'Essonne, fece della sua compagna (non si sposarono mai), Juliette Dodu (1848-1909), presunta spia francese ed eroina della guerra del 1870, sua legataria universale.
Ha scritto una biografia sulla madre di Napoleone.